# Cytomegalovirus
Citomegalovirus è un genere di virus appartenenti alla famiglia degli herpesviridae e al primo gruppo (virus a dsDNA) della classificazione di Baltimore. Il genere comprende virus che infettano diverse specie di primati, fra cui l'uomo.

## Morfologia
Il virione è rivestito da un envelope che gli conferisce una forma pressoché sferica, con diametro di 120-200 nm. Il capside è a simmetria icosaedrica ed ha un diametro di 100-110 nm. È costituito da 162 capsomeri e circondato da un tegumento proteico amorfo. Il rivestimento lipidico include complessi glicoproteici.

## Genoma
Il genoma non è segmentato ed è costituito da un'unica molecola lineare di DNA a doppio filamento lunga complessivamente 200 kbp. Contiene sequenze ripetute alle estremità e all'interno della molecola stessa. Il suo contenuto in guanina+citosina è del 56%.

## Replicazione

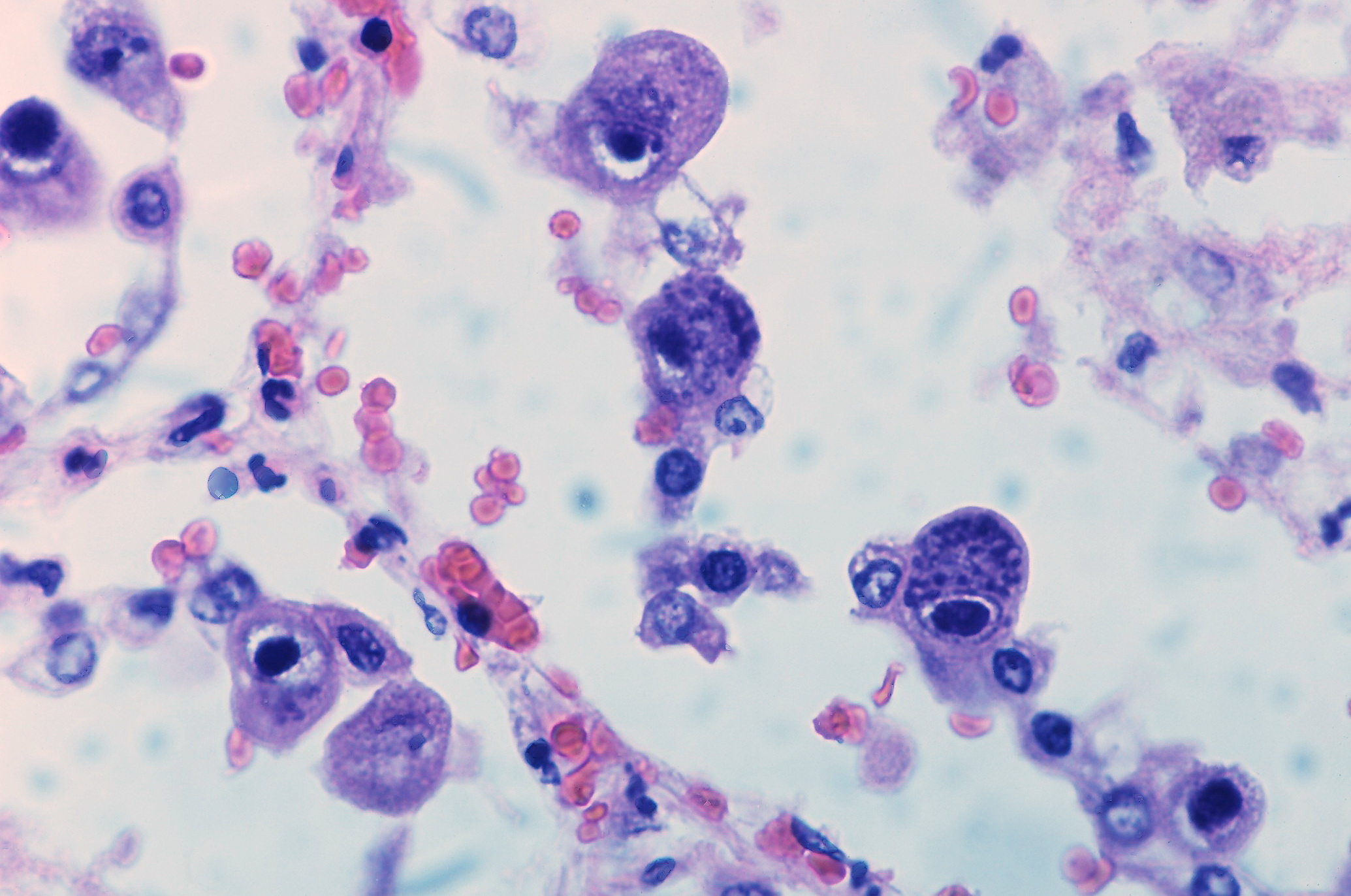
Infezione da Citomegalovirus

Il virus infetta il suo ospite tramite saliva, urine, sangue o altri fluidi infetti. Colpisce diversi tipi cellulari: predilige le cellule epiteliali per la sua replicazione e le cellule mononucleate del sangue per la latenza. Una volta in contatto con i recettori della cellula ospite viene internalizzato per endocitosi o per fusione dell'envelope con la membrana plasmatica e trasportato, col capside intero, attraverso i pori nucleari all'interno del nucleo cellulare, dove il DNA viene rilasciato. I geni precoci vengono trascritti dalla RNA polimerasi dell'ospite, e gli mRNA prodotti vengono trasportati nel citoplasma dove sono tradotti in proteine che vengono riportate indietro nel nucleo. Tali proteine consentono la replicazione del DNA virale. Vengono prodotte numerose copie del genoma virale dalla DNA polimerasi DNA-dipendente del virus e vengono trascritti i geni tardivi dalla RNA polimerasi dell'ospite. Questi geni codificano per le proteine strutturali. L'assemblaggio dei nuovi virus avviene all'interno della membrana nucleare, che viene modificata dall'inserimento di glicoproteine virali. Il virus viene infine rilasciato nell'ambiente esterno attraverso la membrana cellulare.
In alcuni casi il virus si integra come episoma all'interno del genoma dell'ospite. In questo caso l'infezione rimane latente e il genoma virale viene replicato insieme a quello cellulare.

## Clinica
Le infezioni da citomegalovirus hanno decorso benigno nel paziente immunocompetente. I due casi in cui si possono avere gravi complicazioni sono la paziente incinta e il paziente immunocompromesso. Quest’ultimo, ad esempio, può andare incontro a corioretiniti, esofagiti, epatiti e, soprattutto per riattivazioni del virus dalla fase di latenza, encefaliti e polmoniti. Tali condizioni, se appaiate ad una positività del paziente per HIV, sono considerate condizioni AIDS-definenti.

## Diagnosi
Per la diagnosi di infezione da citomegalovirus si ricerca il DNA virale tramite PCR quantitativa su campione di sangue, su liquor cefalorachidiano o su materiale bioptico. Si può anche ricercare tramite immunofluorescenza il titolo anticorpale anti-pp65 (una proteina strutturale del virus) anche se questo metodo è poco pratico: si deve provare di aver trovato un rialzo significativo del titolo anticorpale tra due prelievi successivi.

## Tassonomia
All'interno del genere Cytomegalovirus sono riconosciute 11 specie.
- Aotine betaherpesvirus 1
- Cebine betaherpesvirus 1
- Cercopithecine betaherpesvirus 5
- Human betaherpesvirus 5
- Macacine betaherpesvirus 3
- Macacine betaherpesvirus 8
- Mandrilline betaherpesvirus 1
- Panine betaherpesvirus 2
- Papiine betaherpesvirus 3
- Papiine betaherpesvirus 4
- Saimiriine betaherpesvirus 4